# Kalidasa lanata
Kalidasa lanata es una especie de insecto hemíptero que pertenece a la familia Fulgoridae. Es una especie nativa del sur de India y su área de distribución incluye Kerala, Maharashtra y Tamil Nadu.